# Sveriges vänsterpressförening
Sveriges vänsterpressförening är en organisation för liberala redaktörer och ledarskribenter. Föreningen bildades den 30 juli 1905 på hotell Continental i Stockholm. 
Frisinnade och liberala tidningsmän slöt sig samman för att de gemensamt kunde få mer inflytande än var för sig. Viktiga frågor som diskuterades vid den här tiden var unionsupplösningen med Norge (där vänsterpressen ville se en fredlig separation) och den allmänna rösträtten (som fullt ut förverkligades i riksdagsvalet 1921 när kvinnor fick rösta för första gången).
Namnet Sveriges vänsterpressförening kan i dag leda till förvirring då det inte handlar om en pressförening för socialister och socialdemokrater utan för liberaler. När föreningen bildades 1905 betraktades dock socialdemokrater, frisinnade och liberaler som vänster.
När föreningen 2005 fyllde hundra år gavs jubileumsskriften Stridsfrågor och stilbildare - Liberal press i 100 års samhällsdebatt ut, med bidrag av bland andra Dagens Nyheters före detta chefredaktörer Svante Nycander och Hans Bergström.
Ordförande för föreningen Sveriges vänsterpressförening är sedan 9 april 2024 Sofia Nerbrand, politisk redaktör på Kristianstadsbladet/Norra Skåne. Tidigare ordföranden har bland andra varit Lars Ströman på Nerikes Allehanda och Gabriel Ehrling på Avesta Tidning. 